# Quắc Quốc phu nhân du xuân đồ

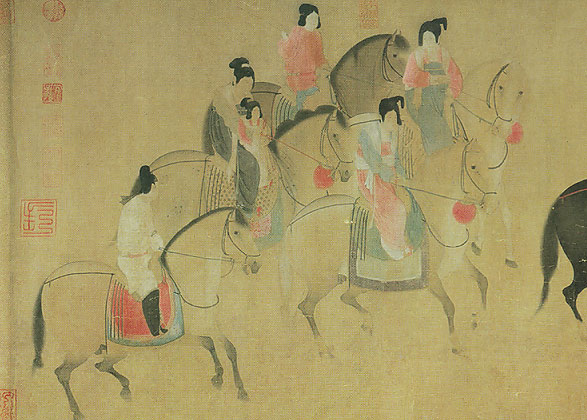
Một góc của bức tranh Quắc Quốc phu nhân du xuân đồ.

Quắc Quốc phu nhân du xuân đồ (chữ Hán: 虢國夫人游春圖) là bức họa do Họa sư cung đình Trương Huyên (张萱) của triều đại nhà Đường miêu tả một cảnh sinh hoạt xa hoa của chị em họ Dương, nhân vật chính là Quắc Quốc phu nhân, chị gái của Dương Quý phi.
Bức tranh này tư liệu quý giá cho cảnh xa hoa của giới quý tộc đời Đường, thông qua thủ bút miêu tả một cảnh sinh hoạt của chị em họ Dương, bức tranh được xem là đạt đến cái thần của nghệ thuật miêu tả - sự xa hoa - giàu sang của một nhân vật, tuy không được xem là tuyệt sắc giai nhân như Dương quý phi, nhưng chính cái đẹp của bà trong bức tranh của Trương Huyên quá bình dị; cái trang điểm bình dị, kiểu cách kiêu sa lẫn trong đám tùy tùng dường như với thủ pháp "ẩn trong lá". Nét vẽ của ông khiến người xem không thể biết đâu là nhân vật chính, nó như hòa tan vào cái không khí của mùa xuân, nét đẹp tươi sáng của trang phục và màu sắc của nền khiến bức tranh trở thành một trong những tác phẩm miêu tả "họa trong thần - trong thần có họa" không lẫn vào đâu được của Trương Huyên.

## Phân tích nội dung bức tranh
Bức vẽ "Quắc Quốc phu nhân du xuân đồ" này của Trương Huyên, trên tranh có tám người cưỡi ngựa. Trước tiên có ba người cưỡi ngựa ruổi về phía trước, hai người trong đó mặc nam trang. Tiếp theo là hai người cưỡi ngựa song song, trên ngựa là hai phụ nữ ăn mặc đẹp. Ngoài ra, ba người cưỡi ngựa dàn hàng chữ nhất, trong đó người cởi ngựa ở giữa ôm một đứa trẻ, một người khác cũng mặt nam trang.
Bức tranh "Du xuân đồ" này không phức tạp, nhưng muốn làm rõ trong đó ai là Quắc Quốc phu nhân không phải dễ dàng.
Có học giả cho rằng, Quắc Quốc phu nhân là một trong ba người cưỡi ngựa ở đằng sau. Lý do rất đơn giản, ba người đi trước mở đường không nghi ngờ gì nữa, hai người cưỡi ngựa ở giữa dù y phục không diễm lệ, nhưng không phân biệt ra được ai chủ và người hầu, cũng không có nhân vật chính ở đó. Trong ba người cưỡi ngựa đi sau, hai bên trái, phải một người mặc áo dài đỏ, một người mặc hồng bào là hai thị tòng và người ở giữa ung dung sang trọng, khí thế khác thường, rõ ra là nhân vật chính trong tranh Quắc Quốc phu nhân.
Có học giả cho rằng, dựa theo cách xếp hàng xuất hành, trong một hàng ba người cưỡi ngựa đằng trước là mở đường, ba người ở sau là đoạn hậu, họ đều là vai phụ, chỉ có hai người cưỡi ngựa ở giữa mới có thể là vai chín. Quắc Quốc phu nhân là một trong hai người này. Có người cho rằng, người mặc nam trang ở trên cùng là Quắc Quốc phu nhân. Bởi vì trong khoảng năm Thiên Bảo, phụ nữ quý phái ở địa vị cao thích mặc nam trang. Nhưng ở bức tranh này, trong ba người cưỡi ngựa sau cùng cũng có một người phụ nữ mặc nam trang cái đó không dễ giải thích.
Vậy Quắc Quốc phu nhân là ai trong số đó? Xem ra vẫn chưa có ý kiến nào tối ưu. Và cho đến tận bây giờ - nó là một câu hỏi nan giải.

## Tem bưu chính
Năm 1995, bức họa "Quắc quốc phu nhân du xuân đồ" của Trương Huyên chính thức lên tem. Tem gồm hai mẫu liên hoàn cho công ty tem Trung Quốc phát hành - không có block. Đài Loan cũng chính thức đưa bức danh họa này lên tem cũng gồm 2 tem liên hoàn và 1 block.